# ロシアの金属生産

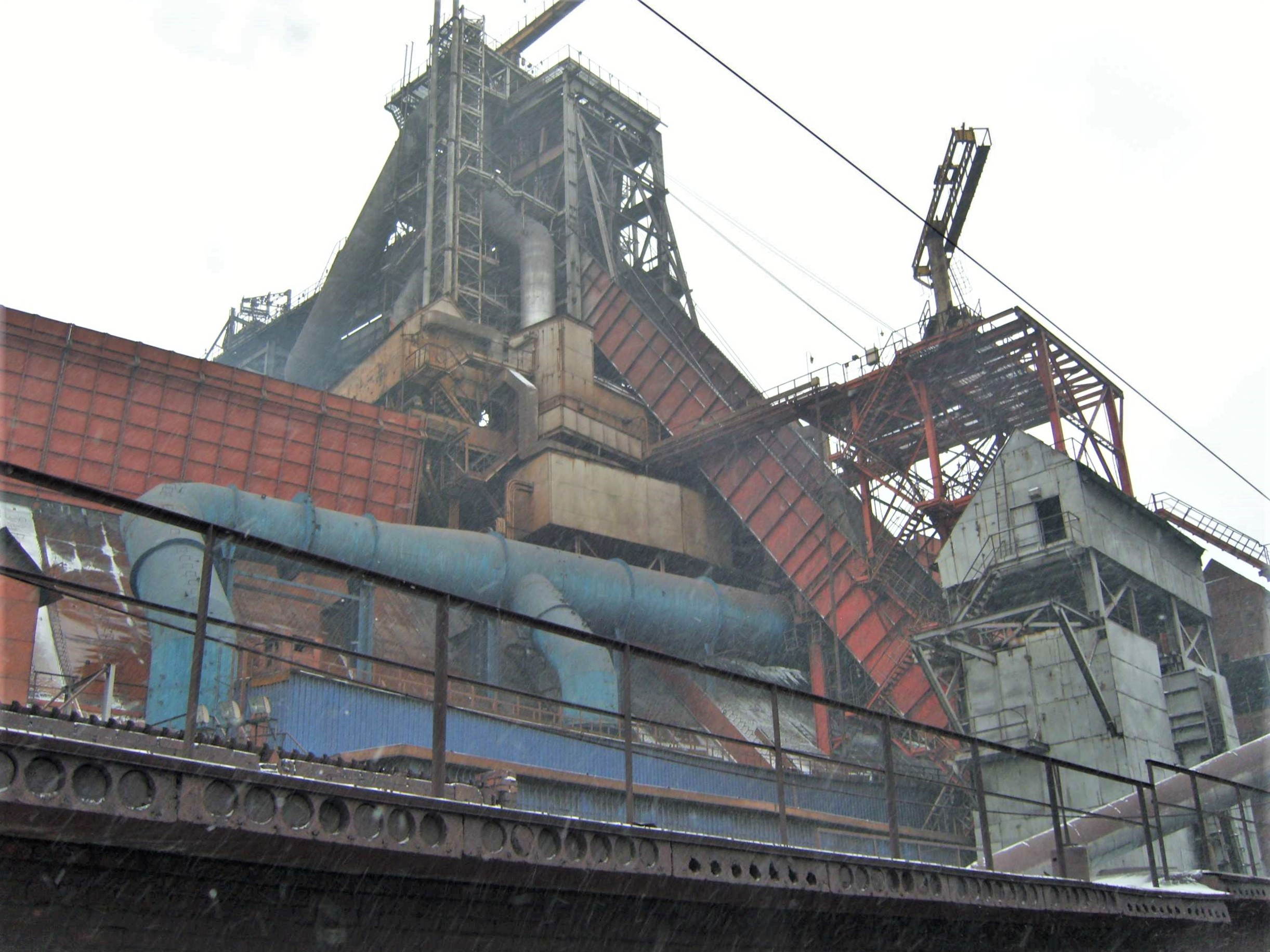
ニジニ・タギル製鉄所の高炉（2008年）

ロシアの金属生産（ロシアのきんぞくせいさん、ロシア語: Металлургия России＝ロシアの冶金）は、ロシアの主要産業の一つである。ロシアのGDPに占める金属生産の割合は約5％であり、工業生産では約18％、輸出では約14％になっている。金属生産量は1.87兆ルーブル（2009年）であった。金属生産における固定資本への投資は2800億ルーブル（2008年）であった。金属生産における平均給与は、月額49,982ルーブルであった（2018年）。

## 鉄鋼
鉄鋼生産は2010年現在、ロシアの工業生産の10.2パーセントに登る。鉄鋼業には1,500を超える企業や組織が含まれ、その70％が企業城下町を形成し、66万人を超える従業員が働いている。2008年の時点で、ロシアは世界の鉄鋼生産量で4位を占めている（年間7,200万トン）。2007年現在、ロシアは鉄鋼製品の輸出（年間2,760万トン）で、中国と日本に次いで世界第3位となっている。
鉄鋼生産の80パーセントは9社に集中していて、エブラズ・グループ、セヴェルスターリ製鉄所、ノボリペツク製鉄所、（2020年世界の鉄鋼所で22位）、メタロインヴェスト（Metalloinvest）、メチェル（Mechel）、TMK、OMK、チェリャビンスク鋼管である。

### 鉄鋼生産会社
ロシア四大製鉄所は、ノボリペツク製鉄所（2020年世界の鉄鋼所で22位）、エブラズ・グループ（30位）、マグニトゴルスク製鉄所（37位）、セヴェルスターリ製鉄所（40位）である。

## 非鉄
非鉄生産は2008年現在、ロシアの工業生産の10パーセントに登る。ニッケルの生産、ニッケルの輸出、アルミニウムの輸出で世界第1位である。また、アルミニウムの生産とチタンの生産では、中国に次いで世界第2位である。

### 非鉄生産会社
アルミニウムのルサール、ニッケルのノリリスク・ニッケル、チタニウムのVSMPO-AVISMA、銅のUMMCなどがある。

## 参照項目
- ロシアの鉱工業
- ウクライナの金属生産